# Робіланте
Робіланте (італ. Robilante, п'єм. Robilant) — муніципалітет в Італії, у регіоні П'ємонт,  провінція Кунео.
Робіланте розташоване на відстані близько 490 км на північний захід від Рима, 90 км на південь від Турина, 10 км на південь від Кунео.
Населення — 2339 осіб (2014).
Щорічний фестиваль відбувається 21 липня. Покровитель — San Donato.

## Демографія
Населення за роками:

Станом на 1 січня 2023 року в муніципалітеті офіційно проживало 150 іноземців з 17 країн, серед них 59 громадян країн Євросоюзу та 3 громадяни України.

## Сусідні муніципалітети
- Бовес
- Роаскія
- Роккавьоне
- Вернанте